# Ceskyterriër
De ceskyterriër of boheemse terriër is een hondenras, oorspronkelijk afkomstig uit Tsjechië.

## Geschiedenis
De geneticus Dr. Frantisek Horak fokte een hond voor de jacht op de vos en de das. Hij kruiste hiervoor sealyhamterriërs en Scottish terriërs. Het is niet volledig uit te sluiten dat ook andere kleine terriërs een invloed op het ras hadden. In 1959 werd het ras onder de naam ceskyterriër voor het eerst tentoongesteld en in 1963 volgde een erkenning door het FCI.

## Uiterlijk
De ceskyterriër is een kleine terriër met een schofthoogte tot 36 centimeter en een gewicht tot acht kilogram. De oren zijn middelgroot en hangend, wat voor het werk in vossen- en dasbouwen van voordeel is. De vacht is lang en licht gekruld.
Airedaleterriër ·
Amerikaanse staffordshireterriër ·
Australische silkyterriër ·
Australische terriër ·
Bedlingtonterriër ·
Borderterriër ·
Braziliaanse terriër ·
Bulterriër ·
Cairnterriër ·
Ceskyterriër ·
Dandie Dinmont-terriër ·
Duitse jachtterriër ·
Engelse toyterriër ·
Foxterriër ·
Glen of Imaalterriër ·
Ierse terriër ·
Irish soft-coated wheaten terrier ·
Jackrussellterriër ·
Japanse terriër ·
Kerry blue-terriër ·
Lakelandterriër ·
Manchesterterriër ·
Miniatuur Bulterriër ·
Norfolkterriër ·
Norwichterriër ·
Parson Russell-terriër ·
Schotse terriër ·
Sealyhamterriër ·
Skyeterriër ·
Staffordshire-bulterriër ·
Welsh terriër ·
West Highland white terrier ·
Yorkshireterriër